# BCamot 311–313
A MÁV BCamot 311–313 psz.-ú motorkocsik gőzmotorkocsi alvázra épített, 1A’ Al’ tengelyelrendezésű benzin-mechanikus motorkocsisorozat volt a MÁV-nál. Gyártotta MÁV Istvántelki Főműhely és a MÁVAG Budapesten 1926-ban.

## Története
A MÁV-nál - hasonlóan a többi vasúttársasághoz - már a 20. század elején történtek próbálkozások a személyszállítás gazdaságossá tételére. Ennek egyik útja a kis személyforgalmú mellékvonalak személy és teherforgalmának szétválasztása, illetve a viszonylag kis számú személyforgalom kiszolgálására a költséges gőzmozdonyok helyett un. motorkocsik alkalmazása. Ám a belsőégésű motorok akkori színvonala még nem tette lehetővé a vasútüzemi felhasználásukat, így az un. gőzmotorkocsikat kezdték el kifejleszteni a század első éveiben. Jelentős részt vállalt ebben a MÁV Gépgyár (később MÁVAG) is. Ám a gőzmotorkocsik üzembiztonsága egyrészt nem volt kielégítő, másrészt nagy volt a karbantartásigényük és kényesek voltak a fűtőanyagra és a tápvízre is.
A század 20-as éveire a robbanómotorok gyors fejlődésnek indultak (nem kis érdeme volt ebben a két magyar mérnök-feltalálónak Bánki Donátnak és Csonka Jánosnak, akik feltalálták a porlasztót és ezzel megoldódott a teljesítményigénynek megfelelő üzemanyag-levegő keverék biztosítása a motornak) és már alkalmasak voltak a vasúti felhasználásra. Így az időközben technikailag túlhaladott gőzmotorkocsik egy részét átépítették robbanómotorosra. Így született meg ez a motorkocsisorozat.